# マーク・大喜多
マーク・大喜多（マーク・おおきた、Mark Okita、1969年11月10日 - ）は、日本の声優、ナレーター、俳優。オーストラリア・シドニー出身。ヘリンボーン所属。

## 略歴
学習院大学法学部政治学科卒業。1991年より大沢事務所、2021年からヘリンボーンに所属。
FM YOKOHAMA DJコンテストの受賞歴がある。

## 人物
趣味はヨット、セーリング、音楽・映画鑑賞、殺陣、ローラーブレード、ダーツ。特技は英語。

## 出演

### ナレーション
- JAPAN BIZ CAST（NHKワールドTV）
- ニコロデオン（2005年～2009年）…番宣ナレーター
- ディズニー・コメディ・タイム（ディズニーチャンネル）…Disney BLAMのナレーター。
- run for money 逃走中 / battle for money 戦闘中（フジテレビ）
- エビ中★グローバル化計画（TOKYO MX）…ナレーター
- スター☆ベガス（BSフジ）…ナレーター
- リポビタンD（大正製薬）…テレビCM出演者が山口達也&ケイン・コスギコンビの時代にナレーターを務めた。
- プレミアム ヴィダルサスーン（P&G）…安室奈美恵出演のテレビCMナレーターを務める。
- Superflyアルバム『Box Emotions』シングル『ハロー・ハローTVCMスポット（ワーナーミュージック・ジャパン）
- 絢香シングル『Jewelry day』TVCMスポット（WARNER MUSIC JAPAN）
- 倖田來未シングル『LAST ANGEL feat.東方神起』TVCMスポット（rhythm zone）
- The God Hand〜神の手を持つカリスマ達の究極バトル（BS日テレ）
- 洋服の青山…夏テクスーツ篇、夏テクシャツ篇、開店祭ウルトラSALE篇、初売りPOWERSALE篇、歳末POWERSALE篇、以上全てのナレーターを務める。
- アイリスオーヤマ…タンク式高圧洗浄機、水がなくても篇のナレーターを務める。
- UQ WiMAX（UQコミュニケーションズ、TVCMナレーション）
- ローソン「GENERATIONS from EXILE TRIBE 5th Anniversaryスピードくじ」（2017年秋、TVCMナレーション）
- メルカリ（2017年10月、TVCMナレーション）
- リステリン「薬用リステリン 低刺激なのに、速攻殺菌編」（2017年、TVCMナレーション）
- ABCマート2017年歳末セール（TVCMナレーション）
- SUZUKI「クロスビー CROSS ANIMATION篇」（TVCMナレーション）
- 断ちごはん〜和牛もいただきます〜（BS日テレ）（ナレーション）
- 世界に届け！福島すげぇもん発見旅（福島中央テレビ）（2020年、ナレーション）
- 世界が騒然！本当にあった(秘)衝撃ファイル【大どんでん返しSP】（テレビ大阪）（2021年、ナレーション）
- ウマ娘 プリティーダービー「ギャルウィーク」篇（2023年4月、TVCMナレーション[5]）

### テレビアニメ
2005年
- SPEED GRAPHER（シド、国防長官）

2006年
- ウィッチブレイド（技術者）

2011年
- TIGER & BUNNY（男性アナウンス、CMナレーション）
- ドラえもん（テレビ朝日版第2期）（マイク）

2014年
- フューチャーカード バディファイト（2014年 - 2015年、ナレーション）- 2シリーズ

2017年
- 干物妹!うまるちゃんR（CMナレーション）

2023年
- 逃走中 グレートミッション（2023年 - 2025年、ナレーション）

2025年
- 戦隊レッド 異世界で冒険者になる（アメンバッグルボイス）

### 劇場アニメ
- 劇場版 TIGER & BUNNY -The Beginning-（2012年、コンピューターアナウンス）
- 劇場版 TIGER & BUNNY -The Rising-（2014年、スーツアナウンス）

### Webアニメ
- TIGER & BUNNY 2（2022年、音声ガイド）

### ゲーム
1997年
- J'sRACIN（DJ）

2004年
- KOF MAXIMUM IMPACT（アナウンス）

2009年
- 仮面ライダー クライマックスヒーローズ（ディケイドライバー音声、ディエンドライバー音声）
- 仮面ライダーバトル ガンバライド（ナレーション〈第2弾〜シャバドゥビ6弾〉、ディケイドライバー音声、ディエンドライバー音声、ケータッチ音声）

2012年
- グレイトバトル フルブラスト（ディケイドライバー音声、ディエンドライバー音声）
- 逃走中 史上最強のハンターたちからにげきれ!（ナレーション）

2013年
- 仮面ライダー バトライド・ウォー（ディケイドライバー音声、ディエンドライバー音声）
- 戦闘中伝説の忍とサバイバルバトル!（ナレーション）

2014年
- 仮面ライダー バトライド・ウォーII（ディケイドライバー音声、ディエンドライバー音声）

2015年
- 超・逃走中 あつまれ!最強の逃走者たち（ナレーション）

2016年
- 仮面ライダー バトライド・ウォー創生（ディケイドライバー音声、ディエンドライバー音声）
- 超・戦闘中 究極の忍とバトルプレイヤー頂上決戦!（ナレーション）

2018年
- 超・逃走中&超・戦闘中 ダブルパック（ナレーション）

2024年
- 逃走中 グレートミッション（ナレーション）

2025年
- 逃走中 ハンターVS逃走者!キミはどっちで勝利できるか!?（ナレーション）

### 特撮
2004年
- 劇場版 仮面ライダー剣 MISSING ACE
- 超星神グランセイザー（フリードの声）
- 幻星神ジャスティライザー（サイバーナイト・モルギレスの声）

2009年
- 仮面ライダーディケイド（ディケイドライバー音声、ディエンドライバー音声、ケータッチ音声）
- 劇場版 超・仮面ライダー電王&ディケイド NEOジェネレーションズ 鬼ヶ島の戦艦（ディケイドライバーの声）
- 劇場版 仮面ライダーディケイド オールライダー対大ショッカー（アナウンス）
- ネット版 仮面ライダーディケイド オールライダー超スピンオフ（ナレーション）
- 仮面ライダー×仮面ライダー W&ディケイド MOVIE大戦2010（ディケイドライバーの声）

2010年
- 仮面ライダー×仮面ライダー×仮面ライダー THE MOVIE 超・電王トリロジー EPISODE YELLOW お宝DEエンド・パイレーツ（ディエンドライバー、ケータッチ）

2012年
- 仮面ライダー×スーパー戦隊 スーパーヒーロー大戦（ディケイドライバーの声）

2018年
- 仮面ライダージオウ（ネオディケイドライバー音声）

2023年
- 仮面ライダーガッチャード（レジェンドライバー音声）

### 映画
- ラスト サムライ（ワーナー・ブラザース)　士官兵
- ゴジラ FINAL WARS（東宝）　地球防衛軍
- 逃走中 THE MOVIE:TOKYO MISSION （東映）　ナレーション